# Юловский сельсовет (Городищенский район)
Юловский сельсовет — сельское поселение в Городищенском районе Пензенской области Российской Федерации.
Административный центр — село Юлово.

## История
Статус и границы сельского поселения установлены Законом Пензенской области от 2 ноября 2004 года № 690-ЗПО «О границах муниципальных образований Пензенской области».
22 декабря 2010 года в соответствии с Законом Пензенской области № 1992-ЗПО в состав сельсовета включены территории упразднённого Кардавского сельсовета.

## Население
| 2002 | 2010 | 2012 | 2013 | 2014 | 2015 | 2016 |
| ---- | ---- | ---- | ---- | ---- | ---- | ---- |
| 789  | ↘598 | ↗879 | ↘827 | ↘772 | ↗785 | ↘744 |
| 2017 | 2018 | 2021 |      |      |      |      |
| ↗760 | ↘730 | ↘634 |      |      |      |      |

## Состав сельского поселения
| №  | Населённый пункт | Тип населённого пункта       | Население |
| -- | ---------------- | ---------------------------- | --------- |
| 1  | Аряво            | село                         | ↗3        |
| 2  | Верхний Крутец   | деревня                      | 8         |
| 3  | Ивановка         | село                         | ↘19       |
| 4  | Кардаво          | село                         | ↘213      |
| 5  | Ключевка         | деревня                      | 23        |
| 6  | Лесозавод        | посёлок                      | 59        |
| 7  | Лобановка        | деревня                      | 4         |
| 8  | Песчанка         | село                         | ↘50       |
| 9  | Рубежные Выселки | деревня                      | 22        |
| 10 | Телегино         | село                         | ↗14       |
| 11 | Южный            | посёлок                      | 3         |
| 12 | Юлово            | село, административный центр | ↘522      |